# Étienne Verne
Étienne Verne (* 1939) ist ein französischer Pädagoge.

## Leben
Verne war u. a. Lehrbeauftragter an der Université Paris 1 Panthéon-Sorbonne. Er ist Vizepräsident des Centre d’Etudes Pédagogiques pour l’Expérimentation et le Conseil International (CEPEC, mit Sitz nahe Lyon).
Verne ist stark von Ivan Illich beeinflusst; mit ihm zusammen veröffentlichte er 1976 das in mehrere Sprachen übersetzte Werk Imprisoned in the Global Classroom. In seinen Schriften und Vorträgen kritisiert er die Globalisierung der Bildung; dabei beruft er sich besonders auf Jean-Pierre Dupuy.